# Country-Musik 1947
Die Liste bietet eine Übersicht über das Jahr 1947 im Genre Country-Musik.

## Ereignisse
- Der WFIL Hayloft Hoedown geht in Philadelphia, Pennsylvania, erstmals auf Sendung
- Das WTOD Maumee Valley Jamboree geht in Toledo, Ohio, erstmals auf Sendung
- Das WVOK Dixie Jamboree geht in Birmingham, Alabama, erstmals auf Sendung

## Top-Hits des Jahres

### Nummer-eins-Hits
- 18. Januar – Rainbow at Midnight – Ernest Tubb
- 8. Februar – So Round, So Firm, So Fully Packed – Merle Travis
- 17. Mai – New Jolie Blonde (New Pretty Blonde) – Red Foley and the Cumberland Valley Boys
- 24. Mai – What is Life Without Love – Eddy Arnold
- 7. Juni – Sugar Moon – Bob Wills and Hhis Texas Playboys
- 19. Juli – Smoke! Smoke! Smoke! (That Cigarette) – Tex Williams
- 1. November – I'll Hold You in My Heart (Till I Can Hold You in My Arms) – Eddy Arnold

### Weitere Hits
- Baby Doll – Sons Of The Pioneers
- Bang Bang – Jimmie Davis
- Blue Eyes Crying in the Rain – Roy Acuff
- Cigarettes Whiskey And Wild Wild Women – Sons Of The Pioneers
- Don't Look Now – Ernest Tubb
- Fat Gal – Merle Travis
- Feudin' And Fightin‘ – Dorothy Shay
- Filipino Baby – Ernest Tubb
- Here Comes Santa Claus – Gene Autry
- I Couldn' Believe It Was True – Eddy Arnold
- I'll Step Aside – Ernest Tubb
- Lil' Liza Jane – Bob Wills and his Texas Playboys
- Move It On Over – Hank Williams
- Never Trust A Woman – Red Foley and his Cumberland Valley Boys
- Never Trust A Woman – Tex Williams
- Our Own Jolie Blon – Roy Acuff
- Pretty Blond – Moon Mullican
- Remember Me (When The Candlelights Are Gleaming) – T. Texas Tyler
- Steel Guitar Rag – Merle Travis
- Teardrops From My Eyes – Sons Of The Pioneers
- Temptation – Red Engles & Jo Stafford
- That's What I Like About The West – Tex Williams
- To My Sorrow – Eddy Arnold

## Geboren
- 8. März – Burkhard „Lucius“ Reichling
- 15. März – Ry Cooder
- 2. April – Emmylou Harris
- 13. Juni – John Kahn
- 26. September – Lynn Anderson
- 19. Dezember – Rainer Bach
- 19. Dezember – Janie Fricke